# アポロA-002

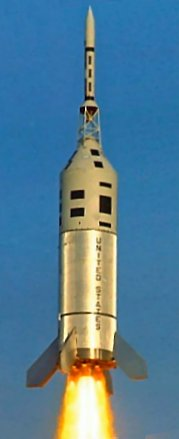
飛行中のリトル・ジョーII ロケット

アポロA-002はアメリカ合衆国のアポロ計画において、3度目に行われた宇宙船の緊急脱出用ロケット（launch escape system, LES）の発射試験である。

## 目的
緊急脱出用ロケットの発射試験はアポロPAT-1およびアポロA-001に続いてこれが3度目であり、今回はより過酷な条件下での実験が試みられた。主目的は、最大動圧（Max Q）の状態でもLESが十全に機能を発揮できるかということを検証することにあった。
リトル・ジョーII ロケットが使用されるのも、アポロQTV、アポロA-001に続いてこれが3度目であり、一段目は2基のアルゴル（Algol）・ロケットと4基の補助ロケットを搭載し、出力は大幅に増強されていた。LESもまた、前部に姿勢を安定させるための小翼を設置し、司令船を排気ガスから保護するためのカバーを取りつけるなどの改善がなされていた。司令船は今回もダミーであった。減速用の小型パラシュートは前回までは1基だったが、今回は2基に増強された。

## 飛行
A-002は1964年12月8日15:00:00（UTC）に発射された。機体が音速を超え、Max Qに達した時点でLES本体のロケットと方向転換用小型ロケットが点火されたが、誤った気象データが入力されていたために、予定よりも2.4秒早く小型ロケットに点火されてしまった。この結果、機体にかかる空気抵抗は予定よりも大きくなった。
点火から11.1秒後に前部の小翼が展開され、司令船は四回転した後に、底部の耐熱保護シールドを進行方向に向ける着陸姿勢で安定した。最初に回転した際、司令船の保護カバーの一部が引きちぎられた。到達高度は15,350m（海抜）であった。
高度7,163mで予定どおりパラシュートが展開し、司令船は発射台から約10km離れた地点に秒速7m（時速25.2km）で着陸した。